# Leuterīs Kakiousīs
Eleutherios Kakiousīs, detto Leuterīs (in greco Ελευθέριος "Λευτέρης" Κακιούσης?; Salonicco, 7 giugno 1968), è un ex cestista e allenatore di pallacanestro greco.

## Carriera
Con la Grecia ha disputato i Giochi olimpici di Atene 1996 e due edizioni dei Campionati europei (1993, 1995).

## Palmarès

### Giocatore
- Coppa di Grecia: 1

PAOK Salonicco: 1998-99